# Mannophryne caquetio
Espèce
Statut de conservation UICN

 CR B1ab(iii,v)+2ab(iii,v) : 
En danger critique
Mannophryne caquetio est une espèce d'amphibiens de la famille des Aromobatidae.

## Répartition
Cette espèce est endémique de l'État de Falcón au Venezuela. Elle se rencontre à Federación à 800 m d'altitude dans la Sierra de Churuguara.

## Publication originale
- Mijares-Urrutia & Arends, 1999 : Un Nuevo Mannophryne (Anura: Dendrobatidae) del Estado Falcón, con Comentarios sobre la Conservación del Género en el Noroeste de Venezuela. Caribbean Journal of Science, vol. 35, no 3/4, p. 231-237 (texte intégral).